# Flag of Hate
Flag of Hate prvi je EP njemačkog thrash metal sastava Kreator. EP je objavljen u kolovozu 1986. godine, a objavila ga je diskografska kuća Noise Records. Sve pjesme s EP-a uključene su u re-izdanju drugog studijskog albuma sastava Pleasure to Kill.
Pjesma "Awakening of the Gods" može se čuti u videoigri Grand Theft Auto: The Lost and Damned.

## Popis pjesama
| 1. | »Flag of Hate«     | 3:56 |
| 2. | »Take Their Lives« | 6:26 |

| Strana B | Strana B                | Strana B | Strana B | Strana B | Strana B | Strana B | Strana B | Strana B | Strana B |
| Br.      | Skladba                 | Trajanje |          |          |          |          |          |          |          |
| -------- | ----------------------- | -------- | -------- | -------- | -------- | -------- | -------- | -------- | -------- |
| 3.       | »Awakening of the Gods« | 7:33     |          |          |          |          |          |          |          |
| 17:55    |                         |          |          |          |          |          |          |          |          |

## Zasluge
Kreator
- Mille Petrozza – gitara, vokali
- Jürgen Reil – bubnjevi
- Rob Fioretti – bas-gitara

Ostalo osoblje
- Ralph "Ralf" Hubert – produciranje
- Karl-U. Walterbach – izvršni producent
- Mike Trengert – fotografija